# ナタリア・パルティカ
ナタリア・パルティカ（ポーランド語: Natalia Dorota Partyka、1989年7月27日 - ）は、ポーランドのグダニスク出身の女子卓球選手。生まれつき右ひじから先がなかったものの、障害者だけの大会でなく健常者の大会にも出場しており、2008年には北京オリンピックに出場した。
2016年リオデジャネイロオリンピックでは団体に出場、1回戦で日本と対戦し敗退、パラリンピックでは金メダルを獲得。
パラリンピックには今までにシドニー、アテネ、北京、ロンドン、リオデジャネイロ、東京の6回に出場している。2004年のアテネパラリンピックではシングルスでチェコのヨラナ・マトゥスコワを破り金メダルを獲得、団体でも銀メダルを獲得しており、2008年の北京パラリンピックではシングルスで決勝で中国の范蕾を破り金メダル、団体でもマウゴジャータ・グジェラックと共に銀メダルを獲得。2008年には北京オリンピックの女子団体にも出場しており、オリンピックとパラリンピックに出場した最初の卓球選手となった。

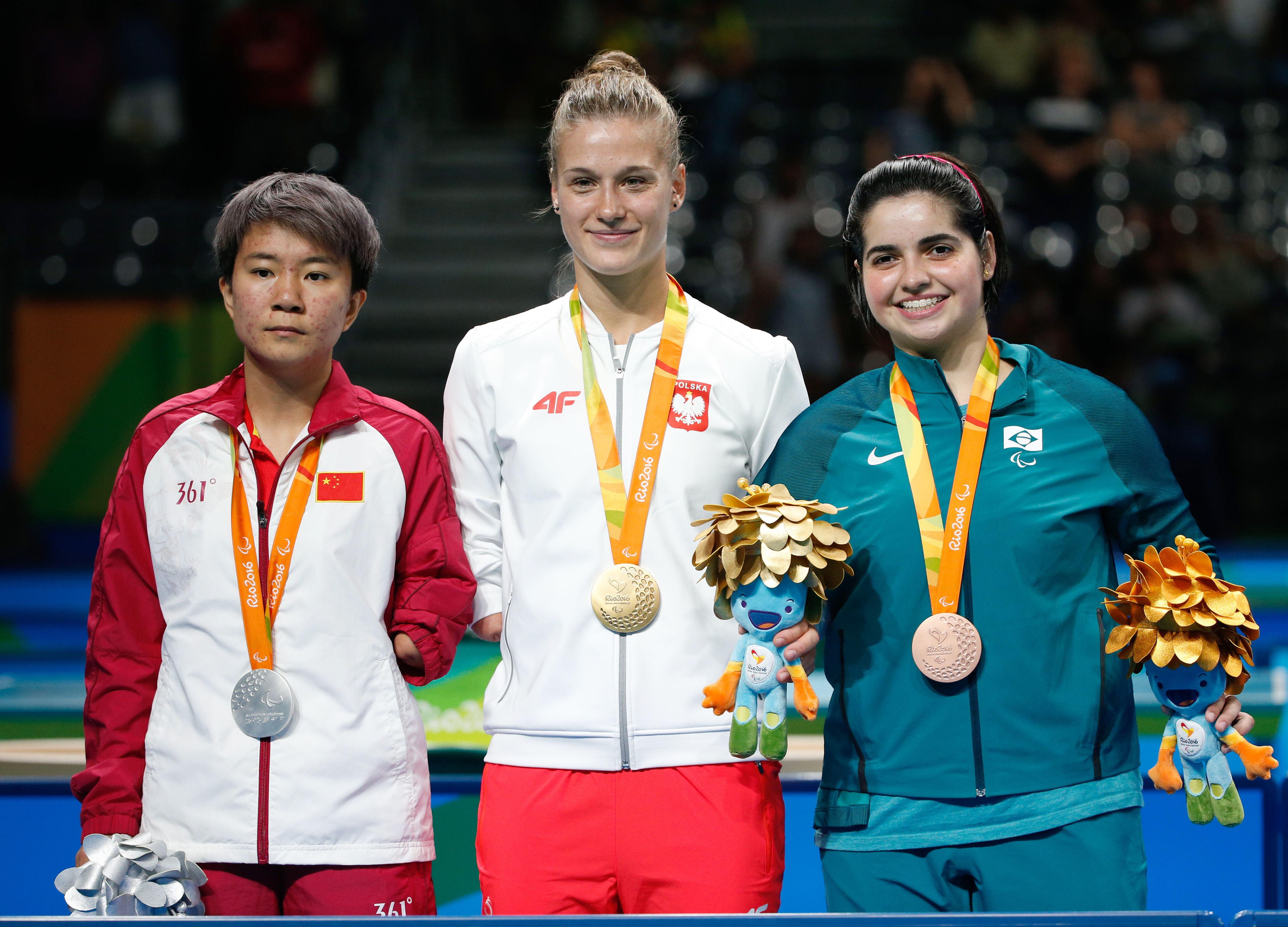
2016年パラリンピック表彰式（中央）

## 主な戦績
- 2001年
  - ヨーロッパ選手権 シングルス 団体 クラス10 優勝
- 2002年
  - 世界選手権 シングルス 団体 クラス10 優勝
- 2003年
  - ヨーロッパ選手権 シングルス 団体 クラス10 優勝 シングルス クラス10 準優勝
- 2004年
  - 世界選手権 シングルス クラス10 優勝
  - パラリンピック シングルス クラス10 金メダル 団体 クラス6-10 銀メダル
- 2005年
  - ヨーロッパ選手権 シングルス Open Standing クラス10 団体 クラス9-10 優勝
- 2006年
  - 世界選手権 シングルス Open Standing 優勝 シングルス 団体 クラス9-10 準優勝
  - スウェーデンジュニアオープン 女子ダブルス（Natalia Bakペア） 準優勝
  - チリジュニアオープンシングルス 女子ダブルス（Natalia Bakペア） 優勝
- 2007年
  - ヨーロッパ選手権 シングルス Open Standing クラス10 団体 クラス9-10 優勝
- 2008年
  - ヨーロッパ選手権サンクトペテルブルク大会 女子ダブルス ベスト4
  - 世界選手権 シングルス クラス10 金メダル 団体 クラス6-10 準優勝
  - パラリンピック シングルス クラス10 金メダル 団体 クラス6-10 銀メダル
- 2009年
  - ヨーロッパ選手権 団体 準優勝
- 2010年
  - スロベニアオープン（U21） 優勝
- 2012年
  - パラリンピック シングルス クラス10 優勝
- 2013年
  - チェコオープン 女子ダブルス（Katarzyna Grzybowska-franc ペア） 準優勝
- 2014年
  - ドイツオープン 女子ダブルス（Katarzyna Grzybowska-franc ペア） 準優勝
  - ITTFワールドツアー・グランドファイナル 女子ダブルス（Katarzyna Grzybowska-franc ペア） 準優勝
- 2016年
  - パラリンピック シングルス クラス10 団体 クラス6-10 金メダル